# 龍鳳雙劍
龍鳳雙劍，雙兵器之一。出產於浙江龍泉，在兩劍有脊的一面分別配有龍（為右手所使之劍）、鳳（為左手所使之劍）圖案。兩劍柄首各配一根雙劍單穗。雙劍同入一鞘。